# Josselin Henry
Josselin Henry, né le 22 avril 1982 à Neuves-Maisons, est un tireur français à la carabine.

## Palmarès

### Jeux olympiques
- 2008 à Pékin,  Chine
  - 23e à la carabine 50 m couché
  - 40e à la carabine à air 10 m
  - 41e à la carabine 50 m 3 positions

### Championnats du monde de tir
- 2010 à Munich,  Allemagne
  -  Médaille d'or à la carabine standard 300 m (199/200 en position couchée, 194/200 debout, 194/200 à genou).
  -  Médaille de bronze à la carabine 3 × 40 300 m

- 2006
  - 6e à 300 m couché
- 2002 à Lahti,  Finlande
  - 8e à 50 m 3 × 40
- 1998 à Barcelone,  Espagne
  - 8e à 10 m

### Coupes du monde de tir
- 2008 à Pékin,  Chine
  -  Médaille d'or à la carabine 3 × 40 50 m
- 2009 à Pékin,  Chine
  -  Médaille d'argent à la carabine couché 50 m
- 2009 à Changwon,  Corée du Sud
  -  Médaille d'argent à la carabine couché 50 m

### Championnats d'Europe de tir
- 2013 à Osijek,  Croatie
  -  Médaille d'argent à la carabine 3 × 40 300 m
- 2011 à Belgrade,  Serbie
  -  Médaille d'or à la carabine standard 300 m
- 2009 à Osijek,  Croatie
  -  Médaille d'argent à la carabine 3 × 40 300 m
- 2007 à Grenade,  Espagne
  -  Médaille d'argent à la carabine 3 × 40 300 m

### Championnats de France de tir
- 14 titres de Champion de France individuel entre 1996 et 2012
- 3 Records de France

### Records personnels
- Carabine 10 m : 597
- Carabine 50 m - 3 × 40 balles :1178
- Carabine 50 m - couché : 598
- Carabine 300 m - couché: 600 (Record du Monde)
- Carabine 300 m – 3 × 40 : 1179
- Carabine 300 m – 3 × 20 : 592